# Amata phacozana
Amata phacozana är en fjärilsart som beskrevs av Hans Zerny 1912. Amata phacozana ingår i släktet Amata och familjen björnspinnare. Inga underarter finns listade i Catalogue of Life.